# 최후의 만찬 (2003년 영화)
"최후의 만찬"은 대한민국의 코미디 영화이다. 2003년 손영국 감독 데뷔작이다. 김보성, 조윤희, 이종원이 주연을 맡았다.

## 줄거리
조직간의 세력 싸움을 하던 날. 무식하게 찌르는 것 밖에 모르는 곤봉. 우선 찌르고 봤다. 근데 왜 하필이면 그게 적국의 보스인지...사랑하는 아내와 뱃속에 있던 아이를 살려 보겠다는 노력은 허사가 되고 의료 사고의 책임을 진 채, 감옥까지 가야 했던 비운의 전직의사 세주. 이제 교도소에서 출소했지만 이 책임의 무게를 지고 어떻게 살아가나...부모에게 버림 받은 것도 모라자 하늘도 나를 버렸다. 간이식을 못하면 위험해지는 재림. 그녀의 위안은 오로지 명품 쇼핑 뿐! '내일이란 모른다. 우선 긁고 본다'는 사고방식으로 사고치고 다니던 그녀. 쇼핑에 매진하다 보니 현재는 빚쟁이에 쫓겨 죽도록 달리기에 매진하고 있다. 서로의 상황이 연민으로 다가온 세 사람. 더 이상 갈 곳이 없다면 호랑이 가죽이라도 남기겠다. 당당히 독대파를 찾아가는 곤봉, 아픈 간을 고치겠다는 재림. 그리고 이제 마음의 굴레를 벗고자 준비하는 세주. 그들에게 옴팡지게 벅찬 희망이 다가온다.

## 캐스팅
- 김보성 : 백세주 역
- 조윤희 : 이재림 역
- 이종원 : 홍곤봉 역
- 최학락 : 불독 역
- 안문숙 : 센티걸 역
- 홍수환 : 장독대 역
- 김세준 : 깍두기 역
- 선우재덕 : 메기 역
- 여운국 : 최민호 역
- 김창준 : 집도의 역
- 안계범 : 밤안개 역
- 백종헌 : 갑빠 역
- 이진환 : 부처 역
- 최주봉 : 최진상 역
- 권병길 : 약사 역
- 윤택상 : 고추 역
- 이갑선 : 카바레 기도 역